# Беседа
Беседа (стсл. бесьда; лат. oratio — углавном у смислу грч. όμιλία или ређе λόγος) у антици представља вид говорничке вештине, коју кодификују Аристотел, Цицерон, Квинтилијан и други.
Такође, у словенској култури, раније представља назив за византијски књижевни род хомилију или дијалог. Одатле и трајно значење ове речи као стручног израза православног проповедништва: црквена проповед на одређену библијску тему, проповед у којој се тумачи библијска прича и поука. Значење се понекад проширује и на сваку тематску проповед. У свакодневној, колоквијалној употреби, може се третирати као синоним за сваку врсту говора.
Конфучије, један од многих научника повезаних са јавним наступом, једном је учио да ако се говор сматра добрим, он ће утицати на животе појединаца без обзира да ли су га слушали директно или не. Његова идеја је била да речи и поступци неког на власти могу утицати на свет.

## Сврха јавног говора
Функција јавног говора у потпуности зависи од тога какав ефекат говорник има на уму када се обраћа одређеној публици. Исти говорник, са истом стратешком намером, може одржати суштински различит говор пред две различите публике. Поента је да се нешто промени, у срцима, умовима или поступцима публике.
Упркос свом називу, јавни говор се често пружа затвореној, ограниченој публици са широко заједничким погледом. Публика могу бити ватрени обожаватељи говорника; могу бити непријатељски расположени (присуствују догађају невољно или из ината); или могу бити случајни странци (равнодушни према говорнику на кутији сапуна на улици). Ипак, ефективни говорници памте да чак и мала публика није једна једина маса са једном тачком гледишта, већ различити појединци.

### Убеђивање
Енглеска реч persuasion (убеђивање) потиче од латинског израза „persuadere“. Главни циљ убедљивог говора је да промени уверења говорникове публике. Примери убедљивог говора могу се наћи у свакој политичкој дебати у којој лидери покушавају да убеде своју публику, било да је то шира јавност или чланови владе.

### Интервенција
Интервентни стил говора је релативно нов метод који је предложио реторички теоретичар по имену Вилијам Р. Браун. Овај стил се врти око чињенице да људи стварају симболично значење за живот и ствари са којима формирамо интеракције. Због тога се симболичко значење свега мења у зависности од начина на који се комуницира. Када се приступи комуникацији са интервентним стилом, схвата се да је комуникација одговорна за сталне промене у друштву, понашању и начину на који се разматра значење објеката, идеологија и свакодневног живота.

## Реторика

### Грчка
Иако постоје докази о обуци јавног говора у старом Египту, први познати рад о беседништву, написан пре више од 2000 година, потиче из античке Грчке. Овај рад је разрађен на принципима извученим из праксе и искуства древних грчких беседника.
Аристотел је био онај који је први забележио о учитељима беседништва да користе коначна правила и моделе. Један од његових кључних увида био је да говорници увек комбинују, у различитом степену, три ствари: расуђивање, акредитиве и емоције, које је назвао Логос, Етос и Патос. Аристотелово дело постало је суштински део образовања у области слободних уметности током средњег века и ренесансе. Класична античка дела која су написали стари Грци приказују начине на које су поучавали и развијали уметност јавног говора пре више хиљада година.
У класичној Грчкој и Риму, реторика је била главна компонента композиције и излагања говора, а обе су биле кључне вештине које су грађани користили у јавном и приватном животу. У старој Грчкој грађани су говорили у своје име, а не да као професионалци, попут савремених адвоката, који говоре уместо њих. Сваки грађанин који је желео да успе на суду, у политици или у друштвеном животу морао је да научи технике јавног говора. Реторичке алате је прво подучавала група наставника реторике званих софисти који су били познати по томе што су учили студенте уз наплату како да ефикасно говоре користећи методе које су развили.
Одвојено од софиста, Сократ, Платон и Аристотел су развили сопствене теорије јавног говора и подучавали овим принципима ученике који су желели да науче вештине реторике. Платон и Аристотел су подучавали ове принципе у школама које су основали, Академији и Лицеју. Иако је Грчка на крају изгубила политички суверенитет, Римљани су готово идентично усвојили грчку културу обуке јавног говора.
Демостен је био познати говорник из Атине. Након што му је отац умро када је имао 7 година, имао је три законска старатеља који су били Афоб, Демофон и Терипид. Његова инспирација за јавно говорење дошла је након што је сазнао да су његови старатељи опљачкали новац његовог оца који је остао за образовање. Први пут је био изложен јавном говору када је по својој тужби морао да говори пред судом. Демостен је након тога почео више да се бави јавним говором и познат је по томе што је забадао каменчиће у уста како усавршио изговору, говорио док трчи како не би изгубио дах док говори и вежбао причање испред огледала како би побољшао своје испоруке. Када је Филип II, владар Македоније, покушао да покори Грке, Демостен је одржао говор под називом Ката Филипоу А. У овом говору он је осталим Грцима говорио о томе зашто се супротставио Филипу II и зашто им је он био претња. Овај говор је био један од првих говора који су били познати као Филипијци. Он је имао и друге говоре познате као Олинтијаци и ови говори заједно са Филипијцима су коришћени да се приволе људе у Атини да се окупе против Филипа II. Демостен је био познат по томе што се залагао за независност.